# Alonzo Sessions

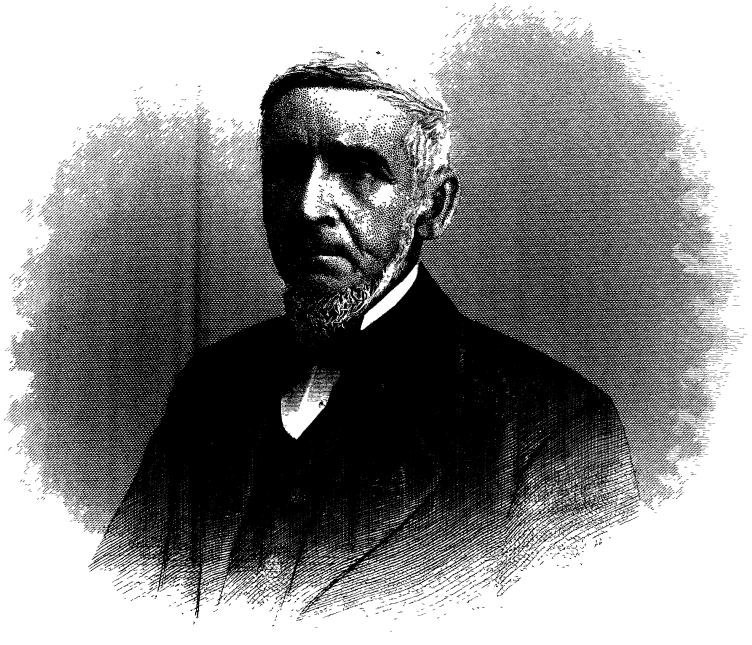
Alonzo Sessions (1881)

Alonzo Sessions (* 4. August 1810 in Marcellus, New York; † 3. Juli 1886 in Ionia, Michigan) war ein US-amerikanischer Politiker. Zwischen 1877 und 1881 war er Vizegouverneur des Bundesstaates Michigan.

## Werdegang
Alonzo Sessions besuchte die öffentlichen Schulen seiner Heimat und unterrichtete danach für einige Zeit als Lehrer. Zwei Jahre lang war er Ladenangestellter in Bennington. Im Jahr 1833 verließ er den Staat New York und erwarb Land im damaligen Michigan-Territorium. Zwischenzeitlich arbeitete er bis 1835 in Dayton (Ohio) als Lehrer. Danach bewirtschaftete er seine Farm in Michigan nahe der Ortschaft Berlin. Dort wurde er auch politisch aktiv. Er wurde Ortsvorsteher seiner neuen Heimatgemeinde und Mitglied im Bezirksrat des Ionia County. Acht Jahre lang war er auch Friedensrichter und in den Jahren 1841 und 1842 Sheriff. Er war auch Mitgründer, Direktor und Präsident der First National Bank of Ionia.
In den 1850er Jahren schloss sich Sessions der Republikanischen Partei an. Zwischen 1857 und 1862 saß er als Abgeordneter im Repräsentantenhaus von Michigan. Bei den Präsidentschaftswahlen des Jahres 1872 war er einer der Wahlmänner, die Präsident Ulysses S. Grant offiziell in dessen zweite Amtszeit wählten. 1876 wurde Sessions an der Seite von Charles Croswell zum Vizegouverneur von Michigan gewählt. Dieses Amt bekleidete er zwischen 1877 und 1881. Dabei war er Stellvertreter des Gouverneurs und Vorsitzender des Staatssenats. Er starb am 3. Juli 1886 in Ionia.